# Милош Лазић
Милош Лазић (Опарић, 12. новембар 1949) српски је наивни сликар.

## Биографија
Сматра се за наследника Јанка Брашића (1906 – 1994), родоначелника српског наивног сликарства пореклом такође из села, Опарића. Својим првим делима појавио се у јавност седамдесетих година прошлог века и оставио значајне радове у области српске наивне уметности. Милош Лазић ученик је покојног Јанка Брашића. Поред активног бављења наивним сликарством председник је и Удружења ликовних уметника Левча које има за циљ очување опарићке школе наивног сликарства.
Живи и ради у родном Опарићу.

## Стваралаштво
Слика у духу наивног реализма. Сликарски мотиви су му левачке капије, свадбе, стада и чобани, зиме на селу, сеоска дворишта, пејзажи родног села...слика свет у коме живи и који му је близак.

## Награде
Добитник је златне значке КПЗ Србије (2000) „за несебичан, предан и дуготрајан рад и стваралачки допринос у ширењу културе“ и многих диплома и захвалница. 

## Активности
Један је од оснивача Удружења ликовних уметника Левча „Јанко Брашић“ са седиштем у Рековцу (2001) и Сабора сликара и песника „Јанкови дани“ у Опарићу (2003). Председник је Удружења самуких ликовних уметнка Левча „Јанко Брашић“ и члан Музеја наивне уметности у Јагодини, Удружења ликовних уметника „Свети Лука“ у Крагујевцу, српске наиве „Тајна“ у Великој Моштаници (Наташа Лазић).

## Значајније изложбе
Самостално је излагао:
Параћину (1976), Варварину (два пута), Трстенику (десетак пута), Краљеву (галерија „Маржик“), у кући Ђуре Јакшића (1995), Галерији „Блек“, Железничком музеју, Прес центру у Београду, Параћину (Дом војске), Ћуприји (Дом ЈНА), у Жаркову (Културни центар), у Рековцу (у библиотеци више пута), Великој Плани (ОШ), Младеновцу (Дом Културе), Сопоту (Дом Културе), у Риљцу, у Гружи (ОШ), Крушевцу (Кућа Симића), Земуну (Стара Капетанија), Крагујевцу (Дом Војске), Нишу ( Дом Војске) , у Каленићу (више пута).
Групно је излагао на бројним изложбама у земљи и свету, почев од Првог сабора „Прођох Левач, прођох Шумадију“ 1971. године у Белушићу, Гучи, Крку, Букурешту, Сент Морица (Хотел „Парк“), Сиднеју, Галерији „Милан“ у Берлину, Српском кулутурном центру у Паризу и на многим другим.